# Hans L. Menzel
Hans L. Menzel (* 23. August 1896 in Hamburg; † 10. November 1962 in Berlin) war ein deutscher Politiker (FDP).
Menzel besuchte das Realgymnasium und begann anschließend ein Studium der Hüttenkunde und Betriebswirtschaftslehre an der Universität Berlin, das er mit einer Promotion zum Dr. phil. abschloss. Er arbeitete danach als Wirtschaftsberater.
Menzel war ab 1945/46 Mitgründer der LDP und erster Vorsitzender der LDP/FDP in Berlin-Charlottenburg.
Er war 1951/52 Mitglied des ersten Abgeordnetenhauses von Berlin.